# Ombre sull'Hudson
Ombre sull'Hudson (titolo originale Shotns baym Hodson) è un romanzo di Isaac Bashevis Singer, pubblicato a puntate su "The Jewish Daily Forward" e poi in volume nel 1957 in lingua yiddish, tradotto in inglese da Joseph Sherman e pubblicato da Farrar, Straus and Giroux nel 1998 con il titolo Shadows on the Hudson. Racconta la storia di un gruppo di benestanti polacchi, rifugiati a New York in quanto ebrei, dopo la seconda guerra mondiale e poco prima della fondazione di Israele.

## Trama
Un romanzo complesso non solo per i molteplici intrecci, che l'autore crea lasciandoli pero' alla fine come in sospeso , ma per le riflessioni politiche e religiose che propone indirettamente al lettore attraverso i molti personaggi, tutti ebrei, scampati dal genocidio e approdati nella New York del secondo dopoguerra.
Sono soprattutto due i protagonisti, sui quali Singer concentra l'attenzione: l’uomo d’affari Boris Makaver, ormai oltre la sessantina, forse non colto ma devoto della Torah e Hertz Dovid Grein non più giovane, sposato con due figli, ma dongiovanni e agnostico che ha ripudiato le radici ebraiche tanto da lasciare la moglie Leah per la molto più giovane Anna, la figlia di Makaver anche lei già sposata . 
Saranno le vicende che Singer farà succedere a Hertz a fargli cambiare radicalmente il modo di intendere la vita tanto da indurlo a ritornare in Palestina e vivere quasi da eremita. Gli altri personaggi gravitano intorno a questi due, a volte come comparse surreali e stravaganti, a volte come dispensatori di saggezza. Tutti però si pongono e risolvono, a modo loro, la domanda su cosa vuol dire essere ebrei sopravvissuti all'olocausto e quale significato può ancora avere, in una società come quella americana basata essenzialmente sull'edonismo, una tradizione stracolma di regole apparentemente senza senso in osservanza a quanto stabilito da un dio che ha “permesso” la morte di milioni di uomini, donne e bambini.

## Edizioni italiane
- Ombre sull'Hudson, trad. dall'inglese di Mario Biondi, Collana La Gaja Scienza n.598, Milano, Longanesi, 2000, ISBN 978-88-304-1682-6; Milano, TEA, 2002-2015.
- Ombre sullo Hudson, traduzione di Valentina Parisi, a cura di Elisabetta Zevi, Collana Biblioteca n.719, Milano, Adelphi, 2021, ISBN 978-88-459-3563-3.